# Логуа, Шабат Даурович
Шабат Даурович Логуа (род. 22 марта 1995 года в Сухуме) — российский футболист, выступавший на позициях полузащитника и нападающего. С февраля 2023 являются президентом Федерации футбола Абхазии.

## Биография

### Клубная карьера
Уроженец Сухума. Воспитанник сухумского «Нарта», позже учился в футбольной академии имени Юрия Коноплёва и выступал за её команду в 2011—2013 годах. В 2014 году играл за дубль «Сочи», сыграв всего 16 матчей в первенстве среди КФК. В 2015—2016 и 2018—2019 годах Логуа играл за сухумский «Нарт» в чемпионате Абхазии. В составе сухумцев дважды выиграл чемпионат страны и дважды национальный кубок. В 2018 и 2019 годах признавался футболистом года в Абхазии; в 2019 году стал лучшим бомбардиром чемпионата, забив в 15 играх 10 мячей.
Летом 2019 года вернулся в Россию, где стал игроком «Тюмени»: дебютировал 5 сентября матчем во Втором дивизионе ПФЛ зоны «Урал-Поволжье» против пермской «Звезды» (0:0). Зимой 2020 года Логуа уехал играть в Сербию в клуб ОФК из Бачки-Паланки, который на тот момент играл в Первой лиге Сербии. Летом 2020 года клуб официально вышел в Суперлигу, а Логуа сменил игровой номер с 17 на 7. Он сыграл три матча за команду в том году: 16 октября против «Радника» из Сурдулицы (заменён на 63-й минуте, поражение 0:1), 30 октября против «Воеводины» (заменён в перерыве, поражение 1:3) и 29 ноября против «Нови-Пазара» (вышел на 90-й минуте, ничья 0:0).
В 2021 году перешёл в «Златибор» из Чаетины, дебютировал 16 февраля 2021 года в его составе матчем против «Бачки-Тополы» в Суперлиге (вышел на 75-й минуте, поражение 0:1). По итогам сезона клуб занял 18-е место и вылетел из Суперлиги.
1 января 2022 года завершил профессиональную карьеру игрока. 
В феврале 2023 был избран президентом Федерации футбола Абхазии. 

### Карьера в сборной
В 2016 году Логуа был в заявке сборной Абхазии на чемпионате мира ConIFA, проходившего у него на родине. В финале абхазы играли против Пенджаба: основное время закончилось вничью 1:1, а в серии пенальти хозяева вырвали победу, причём Шабат забил свой 11-метровый удар. В 2018 году он снова играл на чемпионате мира ConIFA в Лондоне, однако его команда не защитила титул, даже не преодолев групповой этап.

## Достижения
- Чемпион Абхазии: 2018, 2019[14]
- Чемпион мира ConIFA: 2016

## Награды
- Орден «Честь и слава» III степени (8 июня 2016) — за весомый вклад в развитие физической культуры и спорта Республики Абхазия[15]